# Ольяніко
Ольяніко (італ. Oglianico, п'єм. Ojani) — муніципалітет в Італії, у регіоні П'ємонт,  метрополійне місто Турин.
Ольяніко розташоване на відстані близько 550 км на північний захід від Рима, 30 км на північ від Турина.
Населення — 1510 осіб (2014).
Покровитель — San Feliciano.

## Демографія
Населення за роками:

Станом на 1 січня 2023 року в муніципалітеті офіційно проживали 64 іноземці з 9 країн, серед них 39 громадян країн Євросоюзу.

## Сусідні муніципалітети
- Бузано
- Фаврія
- Фронт
- Ривароло-Канавезе
- Риваросса
- Саласса
- Сан-Понсо